# صداع ناتج عن استعمال مفرط للأدوية
الصداع الناتج عن الاستعمال المفرط للأدوية (بالإنجليزية: Medication overuse headache)‏ ويعرف كذلك بالصداع الارتدادي (بالإنجليزية: rebound headache)‏ هو نوع من الصداع يحدث بسبب الاستخدام المتكرر للمسكنات لعلاج الصداع. هذا النوع من الصداع قد يحدث يوميا، ومن الممكن أن يكون مؤلما جدا وسببا للصداع اليومي المزمن.
عادة ما يحدث هذا النوع من الصداع لدى مرضى مصابين بأمراض صداع مثل الصداع النصفي وصداع التوتر والذي يتحول مع الوقت من حالة على شكل نوبات إلى صداع يومي مزمن بسبب الاستخدام المفرط للأدوية لمعالجة الصداع.
صداع فرط استعمال الأدوية هو اضطراب حقيقي معروف وليس بسيطا، وهو مشكلة عالمية تعتبر حاليا ثالث أكثر أشكال الصّداع شيوعا. الدراسات السّكانية تبيّن أن نسبة من يعانون منه 1-2% من السّكان، إلا أن نسبته تزداد في الرعاية الثانوية والثالثية.

## التصنيف
صداع فرط استعمال الأدوية معترف به وموجود في التصنيف الدولي لاضطرابات الصداع.  وعلى مدى السنين، كان هناك طرح ومراجعة لمعايير متنوعة لتشخيصه عن طريق المتخصصين في اضطرابات الصداع. عندما ظهر المصطلح لأول مرة عام 2004 في هذا التصنيف، كان مُعرّفا على أنّه صداع ثانوي، بهدف التأكيد على أنّ الاستخدام الكبير للأدوية هو السبب الرئيس لهذا النوع من الصداع. أما في النسختين التاليتين من التصنيف الدولي(2005 و 2006)، فقد تمت إعادة تعريف وتوسيع المصطلح على أساسي الإزمان (Chronicity) (فيجب أن يكون صداعا على مدى أكثر من 15 يوما في الشهر لأكثر من ثلاثة أشهر) وأنواع الأدوية، وهكذا تم تصنيف الأنواع الرئيسية من هذا الصداع. في حالات الإيرجوتامين (Ergotamine) والتربتان (Triptans) والأفيونيّات (opioids) والاستخدام المركب للأدوية (Combination medications) بالتحديد، يجب أن يتم استخدامها لأكثر من 10 أيام في الشهر على مدى أكثر من 3 أشهر ليتم اعتبار الأمر فرط استعمال. أما في حالة مسكّنات الألم البسيطة، فإن استخدامها لأكثر من 15 يوما في الشهر على مدى أكثر من 3 أشهر ليحقق معايير اعتباره فرط استعمال.

## الأسباب
قد يتسبب بهذا الصداع العديد من الأدوية المختلفة، ومن الأكثر شيوعا منها: التربتان، والإيرجوتامين، ومسكنات الألم، والأفيونيات. أما الآلية التي تؤدي إلى تطور الحالة ما زالت غير معروفة، وما زال هناك نقص في البحث التجريبي حول الموضوع. ثمّة العديد من الشذوذات المرضية أو الفيزيولوجية التي تم إحصاؤها والتي لها دور مهم في نشوء ودوام الصداع المزمن (الاستعداد الجيني، العوامل النفسية والسلوكية، تنظيم وفسيلوجيا المستقبل والانزيم الخاص به، نتائج فحوصات الصور الأخيرة، وغيرها).

### علاج الصداع (كسبب للصداع الارتدادي)
تستخدم الأفيونيات (Opioids) والبيوتالبيتال (Butalbital) أحيانا بشكل خاطئ لعلاج الشّقيقة (الصداع النصفي) أو الصداع، حيث يجب الإبقاء عليها وتجنبها واستخدام علاجات أكثر فاعلية ومحددة وخاصة لعلاج الصداع النصفي. أما استخدامها فقد يجعل الحالة أسوأ ويسبّب صداع فرط استعمال الأدوية. فقط عندما لا يستجيب المريض للعلاجات الأخرى أو للأدوية المخصصة للصداع النصفي، قد يتم استخدام الأفيونيّات.
الاستخدام المتكرر للأدوية التي تُباع بلا تذكرة طبّية (Over-the-counter drugs) مثل مضادّات الالتهاب غير الستيرويديّة (NSAIDs) والأسيتامينوفين (Acetaminophen) قد يكون أيضا سببا لصداع فرط استعمال الأدوية. يجب أن يتم تحديد استخدام الأدوية التي تباع بلا تذكرة طبية إلى يومين أو أقل في الأسبوع فقط. بالإضافة إلى الصداع، قد يتسبّب فرط استخدام الأسيتامينوفين (أو المتعارف عليه بالباراسيتمول) لعلاج الصداع بضرر للكبد، كما أن مضادات الالتهابات قد تسبّب نزيفا في الجهاز الهضمي.

## العلاج
من الممكن علاج صداع فرط استعمال الأدوية. يجب إيقاف أي استخدام مفرط للأدوية المتسبّبة ليتوقف الصداع. أظهرت البيانات السريرية أن أفضل علاج هو الإيقاف المباشر للأدوية المستخدمة، ثمّ بدء العلاج الوقائيّ. ولكن إيقاف الأدوية مباشرة سيسبّب زيادة في الصّداع وظهورا لأعراض الامتناع (Withdrawal symptoms) (وهي تعتمد على نوع الأدوية المستخدمة، وتستمر ل2-10 أيام تقريبا ثم تختفي بتناول الدواء نفسه)، وهذا يقوّي خيار الاستمرار في فرط الاستعمال. عندما يُشكّ بوجود أثر ارتدادي أو اعتماد للمريض على الدواء (Physical dependence)، يتمّ التخفيف من الدواء تدريجيا. من المهم استشارة طبيب المريض قبل سحب الدواء مباشرة، حيث أن سحبه قد يسبّب أعراضا خطيرة، فإيقاف البيوتالبيتال مباشرة على سبيل المثال، قد يسبّب نوبات (seizures) عند بعض المرضى. من جهة أخرى، من الممكن وقف مسكّنات الألم التي تستخدم بدون تذكرة طبية من قبل المريض بدون إشراف طبّي. ومن الممكن استخدام مسكّن ألم أو مضادّ التهاب طويل المفعول (مثل النّابروكسين 500 مغ مرتين باليوم، Naproxen) مرتين في اليوم لتخفيف الصّداع في فترة سحب أو إيقاف الدواء. وبعد شهرين من إيقاف استخدام الدواء، يلاحظ المرضى الذين يعانون من صداع فرط استعمال الأدوية انخفاضا واضحا في شدّة وتردّد الصّداع.
يتمّ إيقاف الدواء بطرق مختلفة بين البلدان المختلفة. معظم الأطبّاء يفضّلون أن تتم العملية داخل المستشفى، لكن العملية قد تتم خارج المستشفى في الحالات غير المعقّدة لبعض المرضى (أي في غياب أمراض أخرى، أو فرط استعمال للأفيونيات أو الإرجوتامين أو في حالة المرضى الذين هم في أول محاولة لإزالة سمية الأدوية من جسمهم).
بعد التحسن الأولي في حدة الصداع وتحوله من صداع مزمن إلى صداع على شكل نوبات، فان نسبة كبيرة قد تصل إلى 45% من المرضى يتعرضوا إلى انتكاس وعودة الاضطراب، والعودة إلى الاستخدام المزمن للدواء المسبب للاعراض.
من الأمور التي قد تجعلنا نتوقع عودة للاضطراب ومما قد يؤثر على خطّة العلاج، نوع الصّداع الأوّلي الذي تسبب بهذا الصداع، ونوع الدواء المستخدم (مثلا، مسكنات الألم المركبة والباربيتيوريت تسبّب معدل عودة أعلى من بقية الأدوية نسبيا). بينما لا يحدث العمر والجنس وفترة المرض فرقا حقيقيا في توقع عودة الاضطراب.
إنّ صداع فرط استعمال الأدوية يسبّب إعاقة واضحة، وإذا لم تتم معالجته، قد يسبّب أمراضا مصاحبة وأعراضا جانبية. ومن العوامل المهمة جدا لعلاج الاضطراب، تكوين علاقة قريبة بين المريض والطبيب في فترة ما بعد إيقاف الدواء.

## الوقاية
بشكل عام، يجب اعتبار أي شخص يعاني من نوبات متكررة من الصداع أو الصداع النصفي كشخص مرشّح لتناول الأدوية الوقائية بدلا من تناول المزيد من مسكنات الألم التي قد تسبّب آثارا ارتدادية. يجب أن تستخدم الأدوية الوقائية يوميا. وقد يحتاج بعض المرضى إلى أدوية وقائية لعدة سنوات. وبعضهم قد يحتاجها لمدة قصيرة جدا نسبيا مثل 6 أشهر. وهناك طيف واسع للأدوية الوقائية المستخدمة مثل مضادات الاكتئاب ومضادات الضغط ومضادات الهيستامين.وتشمل بعض الأدوية الوقائية الفعالة Elavil (الأميتريبتيلين)، Depakote (فالبروات)، توباماكس (توبيراميت)، وانديرال (بروبرانولول)

## تاريخ
أول من وصف الصداع الارتدادي كان الطبيب لي كودرو عام 1982.